# Cerkev Marijinega prikazovanja, Strunjan
Cerkev Marijinega prikazovanja je župnijska cerkev Župnije Strunjan. Nahaja se pod robom flišnatega slemena na severni strani  strunjanskih solin, v tamkajšnjem krajinskem parku.

## Zgodovina
Prvotna cerkvica je stala na tem mestu že okoli leta 1200. Zanjo so skrbele redovnice benediktinke, ki so imele svoj samostan pri cerkvici sv. Bassa (kjer je danes vila Tartini). Po njihovem odhodu iz Strunjana (okoli leta 1221), so zanjo skrbeli patri benediktinci, ki so živeli v samostanu onkraj solin, v tej cerkvici pa so se zbirali čez dan k molitvi, kadar so delali v okoliških vinogradih. Ko so benediktinci samostan zapustili (ob koncu 14. stoletja), so svetišče prevzeli duhovniki iz Pirana, ki so do 16. stoletja prihajali od tam, kasneje pa so imeli v Strunjanu stalnega duhovnika, ki je bival v kaplaniji poleg cerkve. Cerkev je močno načel zob časa, leta 1463 pa jo je dala obnoviti bogata piranska vdova Osvalda Petronio Barcazza in po njej je svetišče dobilo ime Barcazza.

### Cerkev Marijinega prikazovanja, Strunjan
Po legendi se je v noči med 14. in 15. avgustom 1512 pri vratih stare porušene cerkvice prikazala Marija čuvajema vinogradov Giovanniju Grandiju in Pietru di Zagabria. Po tem dogodku so cerkev preimenovali v »Sveta Marija od prikazanja« (Santa Maria della Visione). Kmalu je postala ena od najpomembnejših istrskih božjih poti. Dogodek prikazovanja je slikar Francesco Valerio okoli leta 1520 naslikal na les in ta podoba še danes krasi glavni oltar. 

## Arhitektura
Cerkev je enoladijska, z ravnim stropom, s sosvodnicami nad okni. Prvič se omenja v 13. stoletju, v 15. stoletju je bila obnovljena, v 16. pa povečana.

## Notranja oprema
Nad okni ima na stropu poslikavo, na stenah ladje pa je piranski župnik Tomaž Gregorin, odličen slikar, ustvaril cikel desetih velikih oljnih slik s prizori iz Marijinega življenja, od rojstva do vnebovzetja, ki so nastali med 1656-1671.
Jeseni leta 1907 so skrb za svetišče prevzeli frančiškani tridentinske province iz Trenta, ki so dali pred slovesnostjo 400-letnice prikazovanja obnoviti nekatere slike v cerkvi, ter poslikati strop z obodom v ladji. 
Za obletnico v letu 1912 je tržaško-koprski škof Andrej Karlin ob asistenci ljubljanskega škofa Jegliča in frančiškanskega misijonarskega brata Marconija, z dovoljenjem tedanjega papeža Pija X. slovesno kronal Marijino podobo.